# Filipejon w Olimpii
Filipejon – starożytna świątynia Zeusa ufundowana przez Filipa II Macedońskiego w Olimpii ok. 339–300 p.n.e., współcześnie część stanowiska archeologicznego w Olimpii, które w 1989 roku zostało wpisane na listę światowego dziedzictwa UNESCO.

## Nazwa
Nazwa filipejon pochodzi od imienia fundatora budowli króla Macedonii Filipa II Macedońskiego.

## Historia
Filipejon znajduje się w północno-zachodniej części Altisu. Budowa świątyni została zaczęta przez Filipa II Macedońskiego, a ukończona przez Aleksandra Wielkiego. Dedykowana Zeusowi świątynia upamiętniała zwycięstwo w bitwie pod Cheroneą w 338 roku p.n.e. Architekt świątyni – nazywany „mistrzem filipejonu”  – mógł pochodzić z Macedonii.
Współcześnie pozostałości Filipejonu, odrestaurowane na początku XXI w., znajdują się na terenie stanowiska archeologicznego w Olimpii, które w 1989 roku zostało wpisane na listę światowego dziedzictwa UNESCO.

## Architektura
Świątynia to tolos (o średnicy 15,25 m) z okrągłym naosem, z wejściem od zachodu, otoczony kolumnadą 18 kolumn jońskich. Dach pokryty marmurowymi płytkami wieńczył kwiat z brązu – mak.
Według greckiego geografa Pauzaniasza, który odwiedził Olimpię w latach 160–170 n.e., ściany wewnętrzne filipejonu pokrywała czerwona gładź imitująca cegłę. Wewnątrz świątyni, znajdowała się kolumnada z 9 półkolumn korynckich a naprzeciwko wejścia, półkoliste podium. Na podium stały chryzelefantynowe posągi Aleksandra Wielkiego, jego rodziców: Filipa II Macedońskiego i Olimpias oraz jego dziadków: Amyntasa III Macedońskiego i Eurydyki. Posągi miały zostać wykonane przez Leocharesa na zlecenie Aleksandra Wielkiego. Do XXI w. nie zachował się żaden z nich.